# ろくごまるに
ろくごまるに（? - ）は、日本の小説家。大阪府出身。ライトノベルを中心に書いており、主に富士見ファンタジア文庫で作品を出版している。

## 経歴
1992年（平成4年）、「喪中の戦士」で第四回ファンタジア長編小説大賞（現: ファンタジア大賞）の審査員特別賞を受賞する。同作品が表に出ることはなかったが、翌1993年（平成5年）に自身のデビュー作となる短編「食前絶後!!」を月刊ドラゴンマガジン誌上に発表する。翌1994年（平成6年）には、長編に書き下ろされた同作が富士見ファンタジア文庫より発売された。
1995年（平成7年）、長編書き下ろしの「封仙娘娘追宝録　天を騒がす落とし物」を刊行する。この作品はシリーズ化し、以後、長編を文庫本用に書き下ろしながら、短編を不定期に月刊ドラゴンマガジンに掲載していく。短編は「奮闘編」として、文庫本にまとめられた。このシリーズは2009年（平成21年）2月に完結するまで、長編11、短編集5の文庫本が刊行された。
2009年（平成21年）以降は、出版社をそれまでの富士見ファンタジア文庫から他出版社に移しはじめる。
2010年（平成22年）9月に「桐咲キセキのキセキ」を書き下ろしをGA文庫から刊行した。この作品は続編が出る予定である。
また同年9月、新紀元社で短編のノベライズ作品「犬とサンダルと銃」を書き下ろした。

## 人物
ペンネームはCPUの6502に由来する。
ファンタジア長編小説大賞を受賞する前は社会人をしており、COBOLプログラミングをしたという。第二種情報資格処理技術者でもある(現在の基本情報技術者にあたる)。
ライトノベル作家では遅筆な方である。1999年（平成11年）に「封仙娘娘追宝録8 刃を砕く復讐者（上）」を執筆したのち、続編にあたる下巻を世に出したのは6年後の2005年（平成17年）11月であった。なお、上巻のあとがきには、健康上の問題が起きたことを示唆する記述があった。
完結した封仙娘娘追宝録については、老後の楽しみで「封仙娘娘追宝録・完全回収編（仮）」を書きたいとの意向を自身のブログで示している。「食前絶後！！と封仙娘娘追宝録に関しては勝手に新シリーズを書いてはいけない的な、契約書というか念書みたいなのがあるんで…(略) いろいろ余裕ができたら、権利周りのケリをつけときたい感じです。」としている。

## 作品リスト

### 長編読みきり
- 食前絶後!!（1994年1月） ISBN 4-8291-2535-7

イラストは九月姫。

### 封仙娘娘追宝録
※ 以下、イラストは全てひさいちよしき。

#### 長編
- 天を騒がす落とし物（1995年8月） ISBN 4-8291-2641-8
- 嵐を招く道士たち（1996年2月） ISBN 4-8291-2670-1
- 泥を操るいくじなし（1996年9月） ISBN 4-8291-2700-7
- 夢をまどわす頑固者（1997年1月） ISBN 4-8291-2731-7
- 黒い炎の挑戦者（1997年6月） ISBN 4-8291-2747-3
- 憎みきれない好敵手（1998年3月） ISBN 4-8291-2806-2
- 闇をあざむく龍の影（1998年8月） ISBN 4-8291-2833-X
- 刃を砕く復讐者（上）（1999年11月） ISBN 4-8291-2907-7
- 刃を砕く復讐者（下）（2005年11月） ISBN 4-8291-1759-1
- 天を決する大団円（上）（2007年6月） ISBN 4-8291-1931-4
- 天を決する大団円（下）（2009年2月） ISBN 978-4-8291-3379-8

#### 短編集（奮闘編）
- くちづけよりも熱い拳（1997年10月） ISBN 4-8291-2773-2
- 切れる女に手を出すな（1998年10月） ISBN 4-8291-2847-X
- 名誉を越えた闘い（2000年7月） ISBN 4-8291-2977-8
- 夢の涯（2002年6月） ISBN 4-8291-1436-3
- 最後の宝貝（2006年2月） ISBN 4-8291-1796-6

### 桐咲キセキのキセキ
- 桐咲キセキのキセキ（2010年9月）　ISBN 4-7973-6151-4

イラストは渡会けいじ

### ノベライズ
- 犬とサンダルと銃（2010年9月） - 『まるごと一冊冒険企画局』収録の短編。TRPGの『ご近所メルヒェンRPG ピーカーブー』のノベライズ。イラストは落合なごみ